# Lapiez
Lapiezurile reprezintă microforme sculpturale ale reliefului carstic rezultate în principal prin acțiunea de dizolvare a apei, 
formate pe suprafețe slab înclinate. Ele sunt reprezentate printr-un sistem de șanțuri înguste, separate prin creste.

## Caractere generale
Substrat:
- Lapiezurile se formează în general pe calcare, dolomite, gips sau sare.
- Când se formează pe roci mai puțin solubile cum ar fi gresiile silicioase, cuarțitele, granitele sau gnaisele le numim pseudolapiezuri. [1] Pot alcătui câmpuri de lapiezuri.
- Ele se formează atât pe calcarul nud cât și sub învelișul de sol, putându-se deosebi forme individuale sau grupări cunoscute sub denumirea de câmpuri de lapiezuri.

Morfologie
- Lapiezurile sunt șanțuri cu dimensiuni variabile cu lațime 0,01-1m și de la câțiva centimetri lungime la câțiva milimetri adâncime, formate prin acțiunea de eroziune a apelor în terenuri susceptibile (cel mai adesea calcaroase).
- Lapiezurile sunt separate între ele de creste abrupte sau aplatizate cu lățimi diferite.
- Gradul de fisurație al rocii, hidraulica curgerii apei și, uneori, fitocoroziunea (disoluția biochimică) au un rol important în controlul morfologiei și genezei lapiezurilor[1].
- Forma lor poate fi liniară, tubulară, ramificată etc. Ele mai pot apărea și ca mici bazine eliptice sau circulare închise sau deschise, de regulă puțin adânci[1]

Suprafețele calcaroase slab înclinate pe care acestea au o frecvență mare alcătuiesc lapiazurile.

## Clasificare
Din numeroasele încercări de clasificare a lapiezurilor din România amintim pe cele mai importante: 
- Viehmann (1964) utilizează criteriul genetic (lapiezuri torențiale, eoliene, litorale, glaciare, fosile și subterane);
- Bleahu (1982) clasifică lapiezurile în funcție de locul în care s-au format: lapiezuri libere, lapiezuri semiîngropate și lapiezuri îngropate, fiecare cu mai multe subtipuri;
- Onac (2000) utilizează criteriul morfogenetic și deosebește trei categorii: lapiezuri liniare, lapiezuri circulare și lapiezuri mixte, fiecare cu mai multe subtipuri.

## Localizare
Lapiezurile sunt întâlnite în toate regiunile carstice din țara noastră. Se remarcă, prin varietate și extindere câmpurile de lapiezurile de la Ponoarele (Podișul Mehedinți), cele din Munții Mehedinți, Munții Bihor, Munții Pădurea Craiului, Munții Vâlcan, Munții Locvei și Aninei.
Câmpurile de lapiezuri sunt numite rascles în Jura, arrea în Pirinei și karren în Elveția. 